# 僕達は知ってしまった
『僕達は知ってしまった』（ぼくたちはしってしまった）は、宮坂香帆による日本の少女漫画作品。『Cheese!』（小学館）にて、2007年4月号から2012年5月号まで掲載された。単行本は全14巻。高瀬ゆのかによりノベライズが全1巻出版された。

## あらすじ
主人公・梶ことりは乙女ゲームが大好きだが、家族以外の男性と最後に話したのがいつだったかすら覚えていない程、男性恐怖症の女子高生。高校に進学したことりは梶雪斗と同じクラスになり、やたらと彼に突っかかって来たが、2人は次第に惹かれ合っていく。しかし、恋を知ってから自分の欲深さを痛感させられる。

## 登場人物
梶 ことり（かじ ことり）
声 - 喜多村英梨（2010年『最強のちやほやフェア』恋バナ生電話）
本作の主人公。8月27日生まれのO型。 乙女ゲームが好きで、『ドキメモ』の「一条寺ヒカル」がタイプ。チュッパチャプスのストロベリークリーム味が好き。中学1年生の時に転校して来た真崎に不意打ちでキスをされ、ファーストキスを奪われる。また、ことりが名前で呼ばれるのを嫌うようになった原因は真崎が「変な名前」と言ったせいである。名前がことりであることから、恋人・雪斗から「ぴーちゃん」と呼ばれる。
梶　雪斗（かじ ゆきと）
ことりのクラスメート。元ヤンキーだが、イケメンでモテる。ことりに自分から告白するも、最初は本気でなかった様であるが、後に惹かれあい交際を始める。ことりと共に「W梶」と呼ばれる。
阿部 有弘（あべ ありひろ）
W梶のクラスメート。自称「合コン魔人」だが恋人はいない。みんなに「あべっち」と呼ばれている。
伊吹 ナツメ（いぶき なつめ）
クラスメイト。乙女ゲーム好きな女の子。モデル活動をしているため学校は休みがちでなかなか友達ができず、人との間に壁を作りがちだが、ことりと仲良くなる。
原田 由美（はらだ ゆみ）
雪斗の友達。一応彼氏がいたが別れた。雪斗と別れさせるために、ことりにちょっかいをし始める。

## 書誌情報
- 作：宮坂香帆  小学館〈フラワーコミックス〉 全14巻
  1. 2007年08月24日発売、ISBN 978-4-09-131175-7
  2. 2007年12月21日発売、ISBN 978-4-09-131338-6
  3. 2008年03月26日発売、ISBN 978-4-09-131447-5
  4. 2008年08月26日発売、ISBN 978-4-09-131899-2
  5. 2008年12月24日発売、ISBN 978-4-09-132153-4
  6. 2009年04月24日発売、ISBN 978-4-09-132347-7
  7. 2009年08月26日発売、ISBN 978-4-09-132656-0
  8. 2009年12月24日発売、ISBN 978-4-09-132748-2
  9. 2010年04月26日発売、ISBN 978-4-09-133206-6
  10. 2010年08月26日発売、ISBN 978-4-09-133356-8
  11. 2011年02月25日発売、ISBN 978-4-09-133557-9
  12. 2011年07月26日発売、ISBN 978-4-09-133865-5
  13. 2011年12月26日発売、ISBN 978-4-09-134195-2
  14. 2012年05月25日発売、ISBN 978-4-09-134420-5

- 著：高瀬ゆのか、原作･イラスト：宮坂香帆 小学館〈フラワーコミックスルルルnovels〉 全1巻
  - カレとカノジョとアイツの秘密 2011年7月26日発売、ISBN 978-4-09-134085-6